# Профспілка Пожежників (Україна)
Профспілка Пожежників (англ. Firefighter Union) — заснована 30 квітня 2006 року в Маріуполі колективом СДПЧ-22 управління МНС в Маріуполі ГУ МНС України в Донецькій області.

### Історія створення
Ідея захисту своїх прав через профспілку народилася в колективі після написаного відкритого листа Президентові Ющенку в листопаді 2005 року. Створення профспілкової організації у воєнізованій структурі — це прецедент в історії України. Завдяки особистому втручанню Уповноваженого Верховної Ради України з прав людини Ніни Іванівни Карпачової в процес становлення Профспілки здійснилася мрія тисяч пожежників. Профспілка налічує понад 50000 членів. Статут профспілки дозволяє членство рядовому та начальницькому складу пожежної охорони, рятувальникам, не атестованим співробітникам пожежної охорони, ветеранам та пенсіонерам пожежної охорони та членам їхніх сімей.
З 25 серпня 2014 року прийнято рішення про евакуацію Профспілки Пожежників у місті Харків.

### Мета та цілі
Мета Профспілки — захист соціально-економічних, трудових та духовно-культурних інтересів працівників державної пожежної охорони. Профспілка Пожежників є незалежною та не входить до жодного об'єднання.

### Керівництво
- Манушко Віктор Костянтинович — засновник та голова профспілки[6] з 30 квітня 2006 року по теперішній час (на підставі Протоколу Установчих зборів №1 від 30.04.2006[7], переобрано на підставі Протоколу Загальних зборів №4 від 12.04.2010.)
- Дічко Ігор Анатолійович — заступник голови профспілки 30.04.2006 — 01.07.2010 (на підставі Протоколу Установчих зборів № 1 від 30.04.2006)
- Ізюмський В'ячеслав Іванович — заступник голови профспілки (на підставі Протоколу Загальних зборів № 4 від 12.04.2010)
- Бєрлєв Олександр Миколайович — заступник голови профспілки, керівник сектору з питань комерційного розвитку та співробітництва (на підставі Протоколу Загальних зборів №5 від 01.07.2010)
- Манушко Світлана Василівна — заступник голови профспілки, керівник сектору співпраці з урядовими установами (на підставі Протоколу Загальних зборів №2/16 від 14.02.2016)
- Сербіна Світлана Іванівна — заступник голови профспілки, керівник сектору з питань зовнішньоекономічної діяльності (на підставі Протоколу Загальних зборів №2/16 від 14.02.2016)

### Перевірчий орган
Контрольно-ревізійний відділ — виборний контрольний орган профспілки.
- Сергієнко Роман Миколайович — керівник КРВ Профспілки Пожежників 30.04.2006 — 01.07.2010 (на підставі Протоколу Установчих зборів №1 від 30.04.2006)
- Дорош Анна Олександріна — керівник КРВ Профспілки Пожежників (на підставі Протоколу Загальних зборів № 5 від 01.07.2010)